# Huarpes

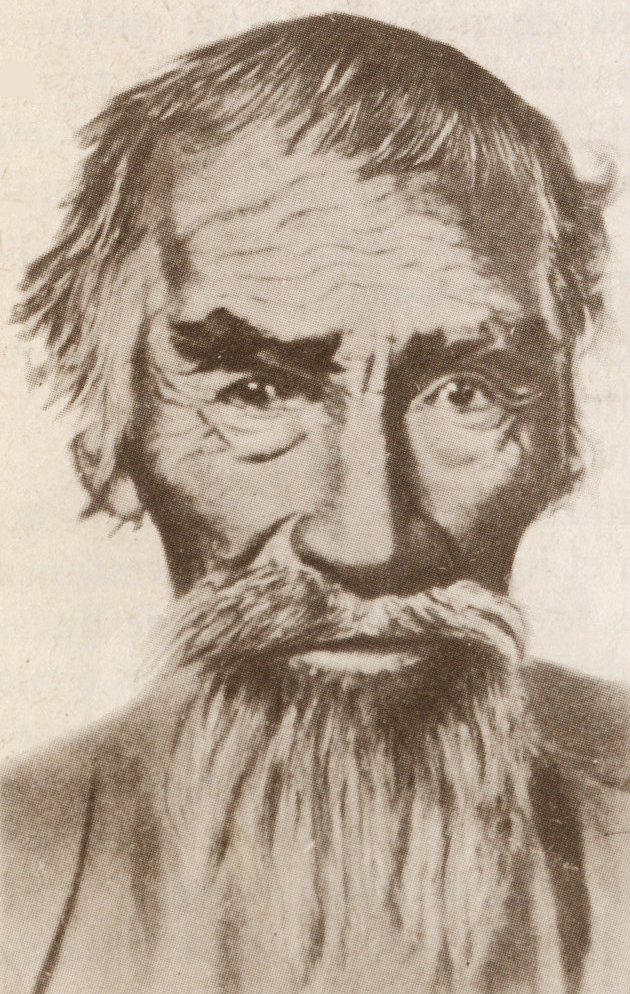
membro da etnia Huarpe

Os Huarpes são uma etnia indígena que habitou a região argentina chamada Cuyo principalmente no século XV.

## Distribuição
Se dividiam em cinco grandes grupos: os Huarpes Allentiak que habitavam a província de San Juan, os Huarpes Milkayak e Huarpes Chikiyam que viviam ao Norte e ao Sul da província de Mendoza respectivamente e os Huarpes Huanacache ao Norte da província de San Luis.

## Sociedade
Suas moradias eram de pedra, barro e palha. Eram sedentários, dedicados à fabricação de cestos, olaria, pesca, caça e agricultura. O chefe da tribo era polígamo e praticavam o levirato e o sororato.

### Religião
Seu deus era Hunuc Huar,  mas também adoravam ao sol, a lua e os rios.

## Classificação
Os Huarpes se classificam no grupo Huarpido sua estatura é alta e possuem barbas. 
Muitos cientistas creem que seu físico similar ao australoide deve-se a uma imigração de Australásia na antiguidade, faz 15.000 anos na glaciação de Würm.

## Final
O fim dos Huarpes chega em meados do século XVIII e seu desaparecimento deveu-se, entre outras causas, à falta de imunidade que tinham ante as novas doenças que traziam os europeus e ao trabalho forçado ao que eram submetidos por estes últimos.
- Levirato:  ao morrer-se o marido, a viúva e os filhos dependem do irmão menor do falecido.
- Sororato: ao casar-se o homem tem o direito de casar-se com as irmãs de sua mulher.